# 부채 디플레이션
부채 디플레이션(영어: Debt deflation)은 경기후퇴와 공황이 디플레이션 때문에 채무의 실질 가치가 상승하여 사람들이 소비자 대출과 주택담보대출을 연체하게 되면서 발생하는 현상이라는 이론이다. 은행 자산은 연체와 담보 가치 하락으로 인해 감소하여 은행 파산이 급증하고, 대출이 감소하며, 결과적으로 지출이 줄어든다.
이 이론은 1929년 월스트리트 대폭락과 이어진 대공황 이후 어빙 피셔에 의해 발전되었다. 부채 디플레이션 이론은 피셔가 논의하기 전부터 존 메이너드 케인스에게도 알려져 있었지만, 그는 이 이론이 나중에 그의 유동성 선호 이론이 될 것에 비해 부족하다고 여겼다. 그러나 이 이론은 1980년대 이후 주류경제학과 비주류 경제학의 포스트케인지언경제학 학파 모두에서 다시 관심을 받기 시작했으며, 이후 하이먼 민스키와 같은 포스트 케인지언 경제학자 및 신고전파 주류 경제학자 벤 버냉키에 의해 발전되었다.

## 피셔의 공식화 (1933년)
피셔의 부채 디플레이션 공식화에서 부채 거품이 터지면 다음과 같은 일련의 사건이 발생한다.
따라서 어느 시점에 과도한 부채 상태가 존재한다고 가정하면, 이는 채무자나 채권자 또는 둘 다의 경고를 통해 청산으로 이어지는 경향이 있습니다. 그러면 다음과 같은 아홉 가지 결과의 연쇄를 추론할 수 있습니다.
1. 부채 청산은 강제 매각과
2. 은행 대출이 상환됨에 따라 통화 공급의 수축 및 유통 속도 저하로 이어집니다. 강제 매각으로 촉발된 통화 공급 및 유통 속도 수축은
3. 물가 수준의 하락, 즉 달러 가치의 상승을 야기합니다. 위에서 언급했듯이 이러한 물가 하락이 리플레이션 등으로 방해받지 않는다고 가정하면, 다음과 같은 현상이 발생할 것입니다.
4. 기업 순자산의 더욱 큰 하락, 이는 파산을 촉진하며
5. 이익의 유사한 하락, 이는 "자본주의적" 즉 사적 이윤 사회에서 손실을 보고 운영되는 기업들이
6. 생산, 무역, 노동 고용의 감소를 야기합니다. 이러한 손실, 파산, 실업은
7. 비관주의와 신뢰 상실로 이어지며, 이는 다시
8. 사재기와 유통 속도의 추가적인 저하로 이어집니다.
위의 여덟 가지 변화는
9. 이자율의 복잡한 교란, 특히 명목 이자율의 하락과 실질 이자율의 상승을 야기합니다.

— (Fisher 1933)

### 이전 가정의 거부
부채 디플레이션 이론 이전, 피셔는 당시 지배적이었고 여전히 주류인 일반 균형 이론을 따랐다. 이를 부채 형태의 시간에 걸친 거래를 포함하는 금융 시장에 적용하기 위해 그는 두 가지 추가 가정을 세웠다.
(A) 시장은 청산되어야 하며, 매 시간 간격마다 청산되어야 한다.
(B) 부채는 상환되어야 한다. (Fisher 1930, p.495)
대공황을 고려하여 그는 균형을 거부하고 실제로 부채가 상환되지 않고 대신 부도될 수 있음을 지적했다.
경제 조직 내의 변수 또는 그 일부가 완벽한 균형 상태에서 "머물러 있을" 것이라고 오랜 기간 동안 가정하는 것은, 대서양이 파도 없이 존재할 수 있다고 가정하는 것만큼이나 불합리하다.— (Fisher 1933, p. 339)

그는 또한 대공황에서 결과적인 부채가 아닌 과신 그 자체만이 중요한 요인이었다는 개념을 거부했다.
과신은 그것이 피해자들을 빚더미에 앉힐 때를 제외하고는 큰 해를 끼치는 경우가 거의 없다고 생각한다. — (Fisher 1933, p. 339)

이 인용문과 그의 이론 발전, 그리고 부채에 대한 그 중심적인 역할을 고려할 때, 피셔가 주식 마진 거래로 인해 대폭락 이전에 과신으로 인해 빚을 지고 개인적으로 파산했다는 점은 주목할 만하다.
다른 부채 디플레이션 이론들은 부채가 반드시 상환되어야 한다고 가정하지 않고, 현대 경제에서 채무 불이행, 파산, 압류가 하는 역할을 주목한다.

### 초기 주류의 관심
처음에 피셔의 연구는 케인스의 연구에 밀려 거의 무시되었다.
이후 수십 년 동안 주류에서는 부채로 인한 디플레이션 스파이럴에 대한 언급이 간혹 있었는데, 특히 1954년 존 케네스 갤브레이스의 『1929년 대폭락』에서 두드러졌고, 2차 세계 대전 이후 시대에는 신용 주기가 경제 주기의 주요 원인으로 종종 인용되기도 했다(예: (Eckstein & Sinai 1990)). 그러나 민간 부채는 주류 거시경제 모델에서 계속 제외되었다.
제임스 토빈은 경제 불안정 이론에서 피셔의 역할을 중요하게 언급했다.
부채 디플레이션 이론은 1930년대부터 연구되어 왔지만 신고전주의 경제학자들에게는 대부분 무시되었고, 최근에야 대중적인 관심을 얻기 시작했지만, 미국 언론에서는 여전히 주변부에 머물러 있다.

## 벤 버냉키 (1995년)
학계 경제학에서 피셔의 부채 디플레이션이 영향력이 부족했던 이유는 벤 버냉키가 Bernanke (1995, p. 17)에서 다음과 같이 설명한다.
하지만 피셔의 아이디어는 학계에서 영향력이 덜했는데, 이는 부채 디플레이션이 한 집단(채무자)에서 다른 집단(채권자)으로의 재분배에 불과하다는 반론 때문이었다. 집단 간의 한계 소비 성향에 믿기 어려울 정도로 큰 차이가 없다면, 순수한 재분배는 거시 경제에 중요한 영향을 미치지 않을 것이라고 주장되었다.
밀턴 프리드먼과 애나 슈워츠의 통화 가설, 그리고 어빙 피셔의 부채 디플레이션 가설을 바탕으로 버냉키는 금융 위기가 생산량에 영향을 미치는 대안적인 방식을 개발했다. 그는 물가 수준과 명목 소득의 급격한 하락이 실질 부채 부담을 증가시키고, 이는 다시 채무자의 지불 불능으로 이어져 총수요를 감소시키고 물가 수준을 더욱 하락시켜 부채 디플레이션 나선으로 발전한다는 피셔의 주장을 바탕으로 한다. 버냉키에 따르면 물가 수준의 작은 하락은 경제에 해를 끼치지 않고 단순히 채무자에서 채권자로 부를 재분배한다. 그러나 디플레이션이 심각할 경우, 자산 가격 하락과 채무자의 파산은 은행 대차 대조표상의 자산의 명목 가치 하락으로 이어진다. 은행은 신용 조건을 강화함으로써 반응할 것이다. 이는 결국 신용 경색으로 이어져 경제에 심각한 해를 끼친다. 신용 경색은 투자와 소비를 감소시키고, 이는 총수요 감소로 이어져 디플레이션 나선에 더욱 기여한다.

## 포스트 케인지언적 해석
부채 디플레이션은 주로 포스트케인지언경제학 학파에서 연구되고 발전되었다.
1980년대에 개발된 하이먼 민스키의 금융 불안정성 가설은 신용 거품이 어떻게 형성되는지에 대한 설명을 제공함으로써 피셔의 이론을 보완한다. 금융 불안정성 가설은 거품이 어떻게 형성되는지를 설명하고, 부채 디플레이션은 거품이 어떻게 터지고 그에 따른 경제적 영향을 설명한다. 부채 디플레이션의 수학적 모델은 최근 포스트 케인지언 경제학자 스티브 킨에 의해 개발되었다.

## 해결책
피셔는 부채 디플레이션에 대한 해결책을 리플레이션으로 보았다. 즉, 물가 수준을 디플레이션 이전 수준으로 되돌린 후 물가 안정을 유지하는 것이다. 이는 부채 디플레이션의 "악순환"을 끊을 것이다. 리플레이션이 없다면, 그는 "불필요하고 잔인한 파산, 실업, 기아" 이후에야 끝날 것이라고 예측했다. 그 후 "새로운 호황-불황 순환"이 올 것이라고 했다.
물가 수준의 하락을 막을 어떤 반대 작용이 나타나지 않는 한, 1929-33년과 같은 불황(즉, 채무자들이 갚으면 갚을수록 빚이 더 늘어나는 상황)은 수년간 더욱 심화되는 악순환 속에 계속될 가능성이 있다. 그러면 배가 전복될 때까지는 기울기를 멈추려는 경향이 없다. 궁극적으로, 물론 거의 보편적인 파산 이후에야 부채는 증가를 멈추고 감소하기 시작할 것이다. 그제서야 회복이 오고 새로운 호황-불황 순환의 경향이 나타난다. 이것이 불필요하고 잔인한 파산, 실업, 기아를 통한 소위 "자연적인" 불황 탈출 방식이다.
반면에, 앞선 분석이 옳다면, 그러한 불황을 막거나 방지하는 것은 단순히 물가 수준을 기존 채무자들이 부채를 계약하고 기존 채권자들이 인수한 평균 수준까지 재인플레이션한 다음 그 수준을 변함없이 유지함으로써 언제든지 경제적으로 가능하다.

후대의 논평가들은 일반적으로 리플레이션만으로는 충분하지 않다고 보고, 주로 두 가지 해결책을 제시한다. 바로 인플레이션을 통한 채무 경감과 재정 부양책이다.
하이먼 민스키를 따라 일부는 거품의 정점에서 발생한 부채는 단순히 상환될 수 없다고 주장한다. 즉, 안정적인 자산 가격이 아닌 상승하는 자산 가격을 전제로 한 부채라는 것이다. 이를 "폰지 유닛"이라고 한다. 이러한 부채는 안정적인 가격 환경에서는 상환될 수 없으며, 디플레이션 환경에서는 더욱 그렇다. 대신 채무 불이행, 탕감 또는 재조정되어야 한다.
광범위한 부채 경감은 정부의 조치나 모든 채무자와 채권자 간의 개별 협상을 필요로 하므로 정치적으로 논쟁의 여지가 있거나 많은 노력을 요구한다. 범주적인 부채 경감 방법은 인플레이션인데, 이는 부채가 일반적으로 명목적으로 표시되므로 실질 부채 부담을 줄여준다. 즉, 임금과 물가가 두 배로 오르지만 부채는 그대로 유지되면 부채 수준은 절반으로 줄어든다. 국내총생산 대비 부채 비율이 높을수록 인플레이션의 효과는 더욱 두드러진다. 50% 비율일 때 10%의 인플레이션은 비율을 약 {\displaystyle 50\%\times 10\%=5\%,} 즉 45%로 줄이는 반면, 300% 비율일 때는 10%의 인플레이션은 비율을 약 {\displaystyle 300\%\times 10\%=30\%,} 즉 270%로 줄인다. 외환 측면, 특히 국가 부채의 경우 인플레이션은 통화 평가절하에 해당한다. 인플레이션은 채권자가 예상만큼 실질적으로 상환받지 못하므로 채권자에서 채무자로의 부의 이전을 초래하며, 이러한 이유로 이 해결책은 비판을 받고 정치적으로 논쟁의 여지가 있다.
케인스 경제학 전통에서 일부는 민간 부채 감소로 인한 총수요의 감소를 적어도 일시적으로는 공공 부채의 증가로 상쇄할 수 있다고 제안한다. 즉, "민간 부채를 정부 부채로 바꾸거나" 더 설득력 있게는 민간 신용 거품을 대체하는 정부 신용 거품을 의미한다. 실제로 일부는 이것이 대공황에서 케인스 경제학이 실제로 작동하는 메커니즘이라고 주장한다. 즉, "재정 부양책"은 단순히 정부 부채 증가를 의미하며, 결과적으로 총수요를 증가시킨다. 필요한 정부 부채 증가 수준을 고려할 때 스티브 킨과 같은 부채 디플레이션 지지자들은 이러한 케인스적 제안에 대해 비관적이다.
채무 경감의 정치적 어려움과 대안적 조치들의 비효율성 때문에, 부채 디플레이션 지지자들은 해결책에 대해 비관적이거나(수십 년간 지속될 수 있는 장기 불황을 예상하거나), 또는 민간 부채 경감(및 관련 공공 부채 경감, 사실상 주권 부채 거부)이 장기간의 인플레이션의 결과로 발생할 것이라고 믿는다.

## 경험적 증거와 현대 주류의 관심

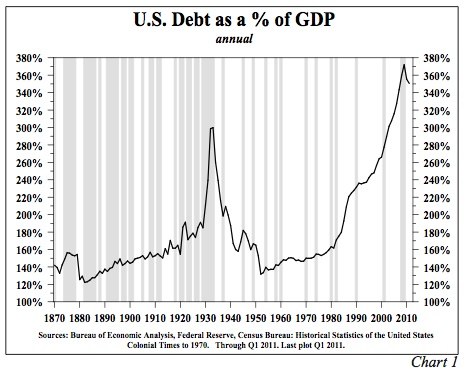

몇몇 연구는 피셔와 버냉키가 제시한 부채 디플레이션 가설의 타당성에 대한 경험적 증거가, 특히 대공황을 배경으로 볼 때, 상당하다는 것을 증명한다. 2차 세계 대전 이후 경제 활동에서 버냉키의 전달 메커니즘에 대한 경험적 증거는 더 약하다.
1980년대와 1990년대에 학계에서 부채 디플레이션에 대한 관심이 다시 불붙었고, 2008년 세계 금융 위기와 뒤이은 대침체로 인해 부채 디플레이션에 대한 관심이 더욱 고조되었다.
2008년 디팩 랄은 "버냉키는 피셔식 부채 디플레이션의 두 번째 단계가 발생하지 않도록 조치했다. 그러나 과거와 현재의 미국 당국은 과도하게 레버리지된 은행, 기업, 가계의 대차대조표를 적절히 복원하지 못했다"고 썼다. 2008년 세계 금융 위기 이후, 재닛 옐런은 자신의 연설에서 신용 거품이 어떻게 발생하고 터지며 디플레이션적인 자산 매각으로 이어지는지를 이해하는 데 하이먼 민스키가 기여했음을 인정했다. 그녀는 소비자들이 부채를 갚기 위해 지출을 줄이면서 대차대조표 부채 감축 과정이 어떻게 이어졌는지 설명했다. 유사하게 민스키를 언급하며, 2011년 찰스 J. 웨일런은 "세계 경제는 최근 고전적인 민스키 위기를 겪었는데, 이는 순환적이고 제도적(구조적)인 차원이 얽혀 있었다"고 썼다.
케네스 로고프와 카르멘 라인하트의 2009년 이후 출간된 저작들은 최근 현대 시대와 역사 전반에 걸친 금융 붕괴의 원인, 특히 부채  overhang 개념에 중점을 두어 다루었다.

## 같이 보기
- 대공황의 원인: 부채 디플레이션
- 벤너 사이클